# 김성수 (1922년)
김성수(金性洙, 1922년 3월 8일 ~ 2007년 6월 2일)는 대한민국의 기업인이다. 1969년 오양수산을 창업했다.

## 생애
1922년 일제 강점기 조선 함경남도 북청에서 태어났다. 휘문고등학교와 서울대학교 법대를 졸업했고 1953년부터 도서출판 '법문사' 사장, 1969년 오양수산 사장, 1980년에는 오양수산 회장을 지냈다.

## 학력
- 휘문고등학교 졸업
- 서울대학교 법대 학사 (1952년)

## 경력
- 1953년 도서출판 법문사 설립
- 1969년 ~ 1980년 오양수산 사장
- 1977년 북양어업진흥회 회장
- 1980년 ~ 2007년 오양수산 회장
- 1988년 한국원양어업협회 고문

## 수상
- 1992년 재무부장관 표창장